# Roodnekzebraduif
De roodnekzebraduif (Geopelia humeralis) is een duivensoort die voorkomt in Australië en het zuiden van Nieuw-Guinea.

## Kenmerken
De roodnekzebraduif is 26,5 tot 30 cm lang en overwegend bruin van boven met een schubbenpatroon op de rug en de vleugels. Kenmerkend is een roodkoperen gloed in het verenkleed van de nek en de schouders. De kop en borst zijn blauwgrijs van kleur, naar de buik toe lichter geelbruin tot vuilwit.

## Verspreiding en leefgebied
De roodnekzebraduif komt voor in het noorden van West-Australië en het Noordelijk Territorium en in Queensland. Verder komt de soort voor in Papoea-Nieuw-Guinea rondom de plaats Port Moresby en in het grensgebied met de Indonesische provincie Papoea, in het stroomgebied van de rivier de Fly. Het leefgebied bestaat uit laag geboomte en struikgewas in de buurt van water zoals mangrove, beekgeleidend bos, aangeplant bos en tuinen.
De soort telt vier ondersoorten:
- G. h. gregalis: zuidelijk Nieuw-Guinea.
- G. h. headlandi: noordwestelijk Australië.
- G. h. inexpectata: noordoostelijk Australië, Kaap York-schiereiland.
- G. h. humeralis: oostelijk Australië.

## Status
Het is een algemene vogel, meer in het zuiden van het verspreidingsgebied wat schaarser. De roodnekzebraduif heeft een enorm groot verspreidingsgebied en daardoor alleen al is de kans op uitsterven uiterst gering. De grootte van de populatie is niet gekwantificeerd. Er is geen aanleiding te veronderstellen dat de soort in aantal achteruit gaat. Om deze redenen staat deze duif als niet bedreigd op de Rode Lijst van de IUCN.